# Deena Kastor
Deena Michelle Drossin-Kastor, ameriška atletinja, * 14. februar 1973, Waltham, Massachusetts, ZDA.
Nastopila je na poletnih olimpijskih igrah v letih 2000, 2004 in 2008, leta 2004 je osvojila bronasto medaljo v maratonu. Leta 2005 je osvojila Chicaški maraton, leta 2006 pa Londonski maraton.